# Viện Pasteur

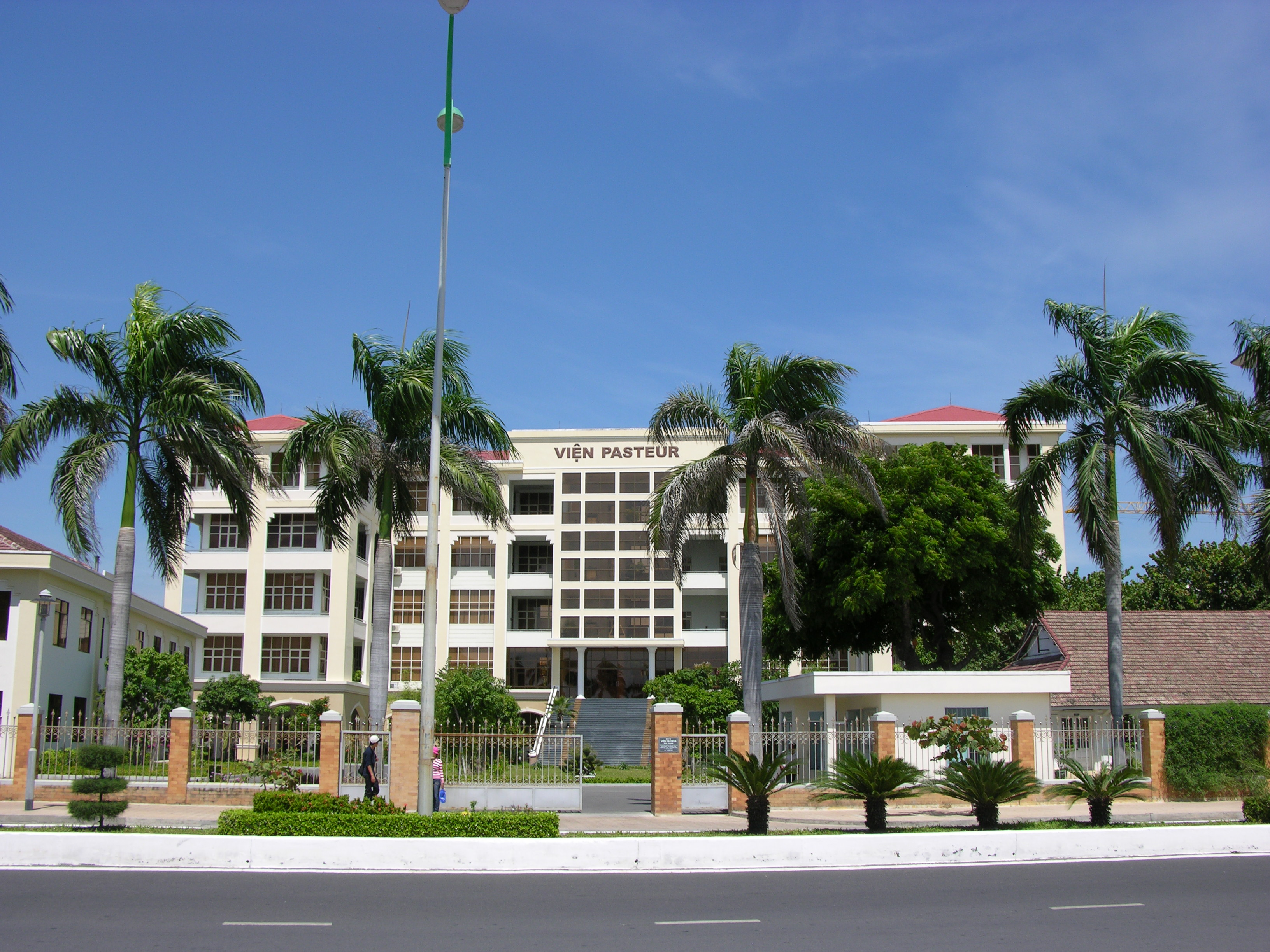
Viện Pasteur tại Nha Trang

Viện Pasteur (tiếng Pháp: Institut Pasteur) là một cơ sở phi lợi nhuận tư nhân Pháp dành riêng cho các nghiên cứu về sinh học, vi sinh vật, dịch bệnh và vắc xin. Nó được đặt tên theo Louis Pasteur, người đã thực hiện một số trong những bước đột phá lớn nhất trong y học hiện đại vào thời điểm đó, bao gồm khử trùng và vắc-xin bệnh than và virus bệnh dại. Viện được thành lập ngày 04 tháng 6 năm 1887 và khánh thành vào ngày 14 tháng 11 năm 1888.
Trong hơn một thế kỷ, Viện Pasteur đã đi đầu trong cuộc chiến chống lại bệnh truyền nhiễm. Tổ chức nghiên cứu y sinh học trên toàn thế giới này có trụ sở tại Paris là nơi đầu tiên phân lập HIV, virus gây bệnh AIDS, trong năm 1983. Qua nhiều năm, nó đã được chịu trách nhiệm về những khám phá mang tính đột phá đó đã kích hoạt khoa học y tế để kiểm soát các bệnh nguy hiểm như như uốn ván, bạch hầu, bệnh lao, bại liệt, cúm, sốt vàng da và bệnh dịch. Kể từ năm 1908, tám nhà khoa học Viện Pasteur đã được trao giải Nobel Sinh lý và Y khoa, và năm 2008 giải Nobel Y học đã được chia sẻ với hai nhà khoa học Pasteur.

## Các cơ sở của Viện Pasteur
Ngày nay, Viện Pasteur là một trong những trung tâm nghiên cứu hàng đầu thế giới; với hơn 100 cơ sở nghiên cứu và gần 2.700 nhân viên, trong đó có khoảng 500 nhà khoa học thường trực và 600 nhà khoa học cộng tác từ 70 quốc gia mỗi năm. Viện Pasteur cũng là một mạng lưới toàn cầu của 24 viện nghiên cứu ở ngoại quốc dành cho các vấn đề y tế ở các nước đang phát triển; một trung tâm nghiên cứu sau đại học và một đơn vị kiểm dịch y tế.
Mạng lưới quốc tế chính của Viện Pasteur trên toàn cầu gồm:

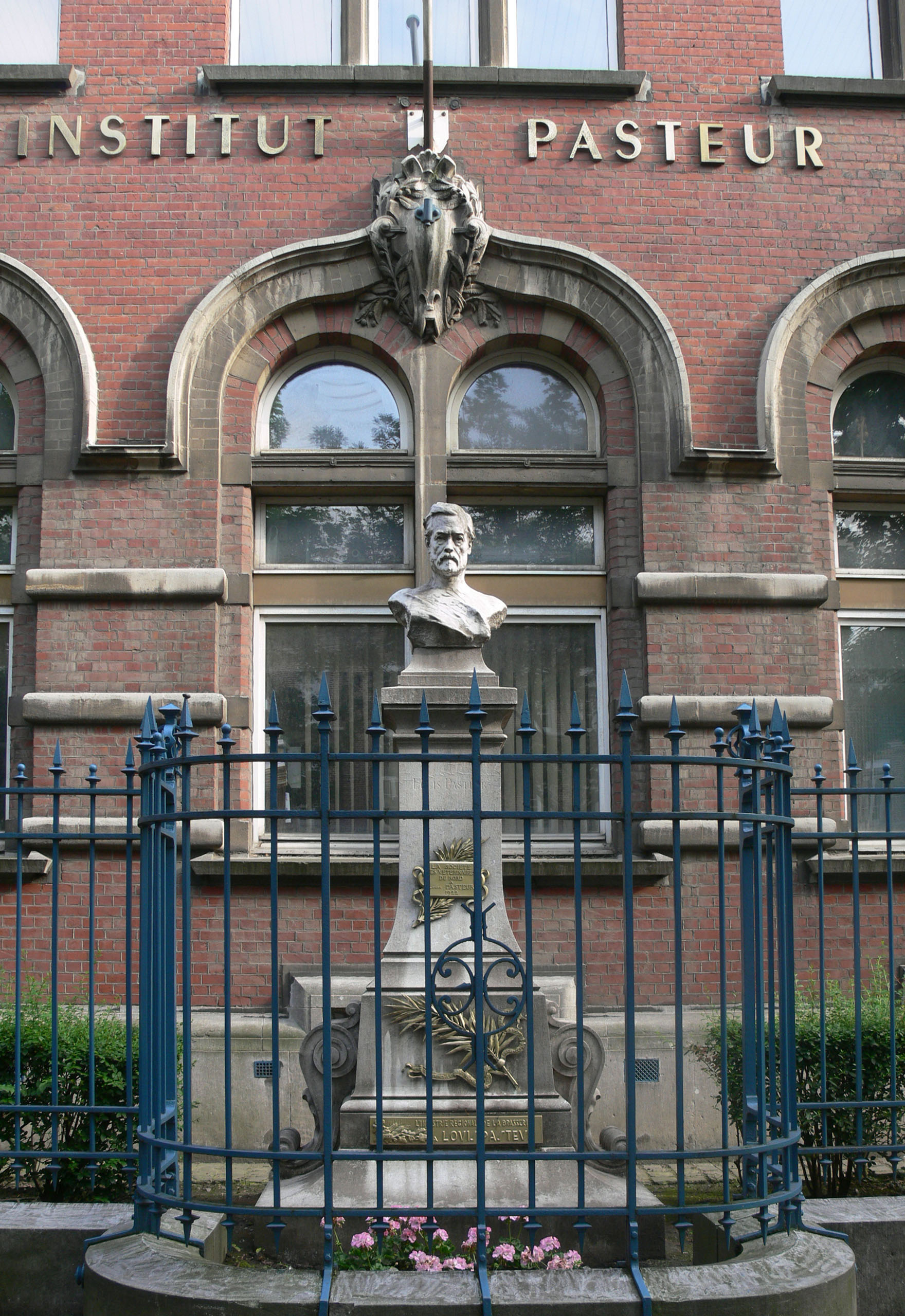
Viện Pasteur tại Lille, Pháp

| Quốc gia           | Cơ sở                                          | Địa phương            |
| ------------------ | ---------------------------------------------- | --------------------- |
| Algérie            | Viện Pasteur tại Algiers                       | Algiers               |
| Ấn Độ              | Viện Pasteur tại Ấn Độ                         | Coonoor               |
| Bỉ                 | Viện Pasteur tại Brussels                      | Brussels              |
| Bờ Biển Ngà        | Viện Pasteur tại Abidjan                       | Abidjan               |
| Brazil             | Viện Pasteur tại São Paulo                     | São Paulo             |
| Bulgaria           | Viện Pasteur tại Sofia                         | Sofia                 |
| Cameroon           | Viện Pasteur tại Yaoundé                       | Yaoundé               |
| Campuchia          | Viện Pasteur Campuchia                         | Phnôm Pênh            |
| Canada             | Quỹ Pasteur Canada                             | Montreal              |
| Cộng hòa Trung Phi | Viện Pasteur tại Bangui                        | Bangui                |
| Hàn Quốc           | Viện Pasteur tại Seoul                         | Seoul                 |
| Hoa Kỳ             | Quỹ Pasteur                                    | New York              |
| Hy Lạp             | Viện Pasteur tại Athens                        | Athens                |
| Iran               | Viện Pasteur tại Iran                          | Tehran                |
| Lào                | Viện Pasteur tại Viêng Chăn                    | Viêng Chăn            |
| Madagascar         | Viện Pasteur tại Tananarive                    | Tananarive            |
| Maroc              | Viện Pasteur tại Casablanca                    | Casablanca            |
| Nga                | Viện Pasteur tại Sankt-Peterburg               | Sankt-Peterburg       |
| Niger              | Viện Pasteur tại Niamey                        | Niamey                |
| Pháp               | Viện Pasteur tại Cayenne                       | Guyane thuộc Pháp     |
| Pháp               | Viện Pasteur tại Lille                         | Lille                 |
| Pháp               | Viện Pasteur tại Pointe-à-Pitre                | Guadeloupe            |
| Guyane thuộc Pháp  | Viện Pasteur tại Cayenne                       | Cayenne               |
| Romania            | Viện Pasteur tại Bucharest                     | Bucharest             |
| Senegal            | Viện Pasteur tại Dakar                         | Dakar                 |
| Tân Caledonia      | Viện Pasteur tại Nouméa                        | Nouméa                |
| Trung Quốc         | Trung tâm Nghiên cứu Pasteur, Đại học Hongkong | Hongkong              |
| Trung Quốc         | Viện Pasteur tại Thượng Hải                    | Thượng Hải            |
| Tunisia            | Viện Pasteur tại Tunis                         | Tunis                 |
| Uruguay            | Viện Pasteur tại Montevideo                    | Montevideo            |
| Việt Nam           | Viện Pasteur tại Hà Nội                        | Hà Nội                |
| Việt Nam           | Viện Pasteur tại Đà Lạt                        | Lâm Đồng              |
| Việt Nam           | Viện Pasteur tại Nha Trang                     | Khánh Hòa             |
| Việt Nam           | Viện Pasteur tại TPHCM                         | Thành phố Hồ Chí Minh |